# برج یونی‌کردیت
برج یونی‌کردیت (انگلیسی: Unicredit Tower) ساختمان اداری ۳۱ طبقه، متعلق به بانک یونی‌کردیت و مستقر در شهر میلان، ایتالیا است، که پروژه ساخت آن در سال ۲۰۰۹ آغاز شد و در سال ۲۰۱۲ به بهره‌برداری رسید.